# Rue du Pin-Doré
La rue du Pin-Doré est une voie du centre-ville de la commune française de Laval,,,.

## Situation et accès
Elle prolonge la rue des Chevaux jusqu'à la place de la Trémoille.

## Historique
La moitié nord de la rue a été percée au XIXe siècle afin de dégager un accès direct vers la place de la Trémoille, et seule la moitié sud, avant l'intersection avec la Grande rue, fait partie du tissu urbain médiéval. La rue se trouvait par ailleurs à l'intérieur des remparts médiévaux.

## Bâtiments remarquables et lieux de mémoire
- Maison à pans de bois au no 22. Construite au XVIe siècle, ses ouvertures ont été refaites aux XVIIIe et XIXe siècles.